# Капитан «Пилигрима»
«Капитан „Пилигри́ма“» — советский приключенческий художественный фильм 1986 года, снятый режиссёром Андреем Праченко по мотивам романа Жюля Верна «Пятнадцатилетний капитан».

## Сюжет
Небольшое китобойное судно «Пилигрим» отправляется из Новой Зеландии в Америку. Капитан берёт на борт пассажиров, направляющихся в Сан-Франциско — супругу владельца корабля Джеймса Уэлдона миссис Мэри Уэлдон, её сына Джека, а также её кузена профессора энтомологии Бенедикта. В последний момент перед отплытием обнаруживается, что пропал кок. Капитан, торопясь с отплытием, вынужден взять на должность кока первого попавшегося человека — подозрительного мужчину по имени Негоро.
Во время рейса в море встречается то, что сначала принимают за огромного кита. При более внимательном изучении обнаруживается, что это — перевёрнутый корпус погибшего корабля работорговцев, на котором находится несколько оставшихся в живых негров, которых «Пилигрим» подбирает. Вся небольшая команда во главе с капитаном на шлюпке отправляется осматривать находку. На время отсутствия капитан оставляет вахтенным пятнадцатилетнего юнгу Дика Сэнда. Неосмотрительно оставленный в шлюпке без присмотра Негоро улучает момент, когда все остальные находятся в полузатопленном корабле и прорубает корпус. Корабль тонет вместе со всем экипажем «Пилигрима», а оставшийся вне подозрений Негоро возвращается на «Пилигрим». В результате на борту остаются только юнга Дик Сэнд, Негоро, пассажиры и ранее спасённые негры. Никто, кроме Дика и Негоро, ничего не понимает в морском деле. Дик принимает решение взять командование на себя и привести корабль к американскому побережью. Негоро пытается возражать, но все пассажиры встают на сторону Дика, которого объявляют капитаном. Корабль продолжает плавание.
Юнга Дик умеет управлять кораблём, и пассажиры под его командованием осваивают азы морского дела и успешно справляются с ролью матросов, но он ничего не смыслит в астрономии и не умеет определять координаты корабля, поэтому может вести корабль лишь по компасу, приблизительно высчитывая пройденный путь и нанося его на карту. Он ведёт «Пилигрим» на восток, рассчитывая точнее определиться с местом, достигнув американского побережья, но побережье всё никак не появляется на горизонте. Все разумные сроки уже прошли, а берега всё нет. Лишь однажды, в шторм, по левому борту показывается клочок суши, который Дик принимает за остров Пасхи (на самом деле это острова Тристан-да-Кунья). Затем опять продолжается неожиданно долгое плавание. Когда путешественники уже изнурены до предела, показывается долгожданный берег. Погода не позволяет нормально причалить, и Дик вынужден выбросить корабль на берег. Дальше герои отправляются по суше, рассчитывая добраться до обитаемых мест и получить помощь, но чем дальше ведёт их встреченный на побережье проводник Гаррис, тем больше непонятного встречается по дороге: лес совершенно не похож на южноамериканский, в нём нет животных, которые должны быть в Южной Америке, энтомолог Бенедикт обнаруживает и ловит муху Цеце, которая живёт только в Африке, а в кустах обнаруживаются целые просеки, наводящие на мысль о слонах. Проводник объясняет происходящее невнятно и неубедительно. В конце концов герои понимают, что находятся в Анголе (Африка).
Спустя некоторое время их захватывают в плен работорговцы, промышляющие поимкой и продажей «чёрного дерева» (то есть рабов африканского происхождения), после чего проясняются все странности: оказывается, Негоро — работорговец, а Гаррис — его сообщник. Перед отплытием «Пилигрима» Негоро убил корабельного кока, чтобы занять его место и таким образом попасть в Америку. После гибели команды он решил воспользоваться случаем и подложил топор под компас, чтобы он исказил его показания так, чтобы направить корабль к проливу Дрейка. Затем топор был убран, в результате корабль обогнул Южную Америку и доплыл до Анголы. Здесь Негоро повезло — путешественники оказались именно там, где он мог встретить своих сообщников.
Преступники собираются использовать захваченных героев в качестве товара. Негоро отправляется к прибывшему на африканское побережье на небольшой яхте Уэлдону в качестве посредника, а получив деньги, пытается скрыться, но Дик, миссис Уэлдон, Джек и негр Геркулес сбегают от работорговцев и настигают его.

## В главных ролях
- Вячеслав Ходченко — Дик Сэнд, пятнадцатилетний капитан шхуны «Пилигрим»
- Нодар Мгалоблишвили — Негоро, работорговец (озвучил Армен Джигарханян)
- Альберт Филозов — Кузен Бенедикт
- Татьяна Паркина — миссис Мэри Уэлдон, жена судовладельца
- Лев Дуров — капитан Гуль (шхуны «Пилигрим»)
- Леонид Ярмольник — Гаррис, работорговец
- Вергилио Эчмендия — Геркулес, спасённый раб
- Андрей Фурманчук — Джек, сын миссис Уэлдон (озвучила Анастасия Гиренкова)
- Эрменгельд Коновалов — Актеон, спасённый раб
- Хосе Васкес — Бат, спасённый раб

## В фильме снимались
- Юрий Дубровин — Рич, помощник Негоро
- Юрий Рудченко — Гелий, матрос шхуны «Пилигрим»
- Сергей Иванов — боцман яхты «Звезда Уэльса»
- Леонид Яновский — Джейкоб, капитан яхты «Звезда Уэльса»
- Улдис Вейспал — Джеймс Уэлдон, судовладелец
- Михаил Киракозов — работорговец
- Надир Аскеров — работорговец
- Пабло Лабастиду — раб
- Томазо Муленга — раб
- Михаил Будилов — работорговец
- Виктор Демерташ — эпизод
- Георгий Дворников — эпизод
- Владимир Костюк — эпизод
- Юрий Мысенков — эпизод
- Николай Олейник — эпизод
- Виктор Панченко — эпизод
- Анатолий Переверзев — эпизод
- Сергей Пономаренко — эпизод
- Игорь Слободской — эпизод
- Леонид Сытник — эпизод (в титрах не указан)

## Съёмочная группа
- Автор сценария — Александр Гусельников
- Режиссёр-постановщик — Андрей Праченко
- Операторы-постановщики — Алексей Золотарёв, Василий Трушковский
- Художники-постановщики — Ксана Медведь, Сергей Хотимский
- Композитор — Вадим Храпачёв
- Режиссёр — Семён Винокуров
- Звукооператор — В. Брунчугин
- Операторы — А. Клопов, А. Рязанцев
- Автор текста и исполнитель песни — Андрей Макаревич, ВИА «Машина времени»
- Костюмы — Э. Беглярова
- Грим — Т. Маляревич
- Ассистенты:

режиссёра — Н. Киракозова, В. Задерихин
оператора — С. Мищенко, Н. Кононов
- Монтаж — В. Арефьева
- Комбинированные съёмки:

оператор — В. Тарнавский
художник — В. Малюх
- Художник-декоратор — С. Шевченко
- Художник-архитектор — Л. Сычов
- Художник-фотограф — В. Галкин
- Инженер по спецтехнике — А. Кокуш
- Мастер по свету — А. Красный
- Постановщик трюков — А. Филатов
- Каскадёры: О. Корытин, А. Грошевой, М. Данилов, В. Васильков, В. Дубинин, К. Кищук, Н. Сысоев
- Консультанты: Л. Паладич, Ю. Кобищанов, Л. Фёдорова
- Редактор — Екатерина Шандыбина
- Административная группа: Л. Медяный, В. Сергиенко, С. Чудновский
- Директор картины — Жанна Слупская

## Технические данные
- Фильм снят на плёнке Шосткинского п/о «Свема».
- Оригинальный негатив фильма снят на 70-мм цветной киноплёнке по широкоформатной системе НИКФИ с соотношением сторон кадра 2,2:1.
- Фильмокопии для широкоформатных кинотеатров печатались контактным способом в том же формате. Для широкого проката в обычных кинотеатрах фильмокопии печатались оптическим способом на 35-мм плёнке в анаморфированном формате «Широкий экран» с соотношением сторон 2,35:1, а также с пансканированием в обычном формате и на киноплёнке 16-мм с соотношением сторон 1,37:1.
- На 70-мм фильмокопиях использовалась шестиканальная магнитная фонограмма по системе «5+1» с расположением пяти громкоговорителей за экраном и ряда громкоговорителей по периметру или потолку зала (Канал эффектов). Считалось, что трех громкоговорителей, как в системе Dolby Digital недостаточно для равномерности звука на громадном экране.
- Оригинальная фонограмма была записана по экспериментальной технологии по системе шестиканальной совмещённой фонограммы — «3+2+1», в которой каналы распределялись аналогично системе «Dolby Baby Boom». Для этого второй и четвёртый заэкранные громкоговорители использовались для низкочастотных эффектов. Такая система, в отличие от «Суперфон-70», не требовала технического перевооружения действующих широкоформатных кинотеатров.
- На 35-мм и 16-мм фильмокопиях печаталась одноканальная оптическая фонограмма.

## Факты
- Вторая советская экранизация романа Жюля Верна «Пятнадцатилетний капитан», первая вышла за 40 лет до неё — фильм Василия Журавлёва «Пятнадцатилетний капитан»[1].
- Песня «Путь домой» и ключевое музыкальное сопровождение специально написаны для фильма Андреем Макаревичем, и звучат в фильме в исполнении группы «Машина времени»[2].
- Телевизионная премьера фильма на советском ЦТ состоялась 7 октября 1988 года.

## Критика
Кинокритик Алексей Ерохин в журнале «Советский экран» отмечал стремление авторов «Капитана „Пилигрима“» не повторяться по отношению к «Пятнадцатилетнему капитану» сорокалетней давности». По его мнению, «некоторые… эпизоды… превзойти всё-таки не удалось», но «пара осечек не беда» и в целом «приключение удалось».
В журнале «Искусство кино» (1994) фильм также получил положительную оценку: ...««Капитан „Пилигрима“» по Стивенсону (в статье именно так с ошибкой «по Стивенсону», вместо правильного «по Жюлю Верну» — прим.) был снят едва ли не профессиональнее большинства предшествующих картин такого рода: широкий экран, выразительные ракурсы, неожиданные повороты событий…».